# Птхунк
Птхунк (вірм. Պտղունք) — село в марзі Армавір, на заході Вірменії. Село розташоване на трасі Єреван — Армавір за 6 км на схід від міста Вагаршапат, за 3 км на захід від села Паракар, за 2 км на північний захід від села Мусалер, за 5 км на південний схід від села Норакерт та за 5 км на південь від села Баграмян.